# Chữ Lai Tay
Chữ Lai Tay là chữ viết được sử dụng bởi người Tay Dọ (đồng nghĩa: Tay Mương, Tay Hàng Tổng) ở các huyện dọc quốc lộ 48A (Quỳ Châu, Quỳ Hợp, Quế Phong) của tỉnh Nghệ An, Việt Nam. Hiện tại nó cũng được mở rộng phạm vi sử dụng sang cả các huyện thuộc quốc lộ 7A như Tương Dương, Con Cuông.

## Tên gọi
Tên "Lai Tay" có nghĩa là "chữ viết của người Thái" trong tiếng Tay Dọ. Nó còn được gọi bằng nhiều tên khác chẳng hạn như chữ Tay Dọ, chữ Thái Nghệ An, chữ Thái Lai Tay, chữ Thái Quỳ Châu.

## Đặc điểm

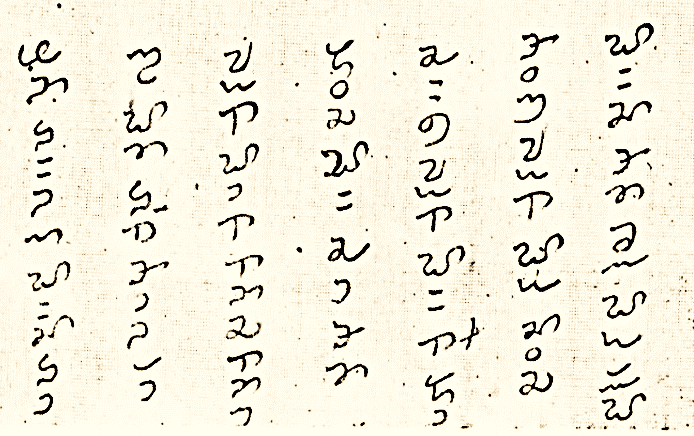
Văn bản viết bằng chữ Lai Tay
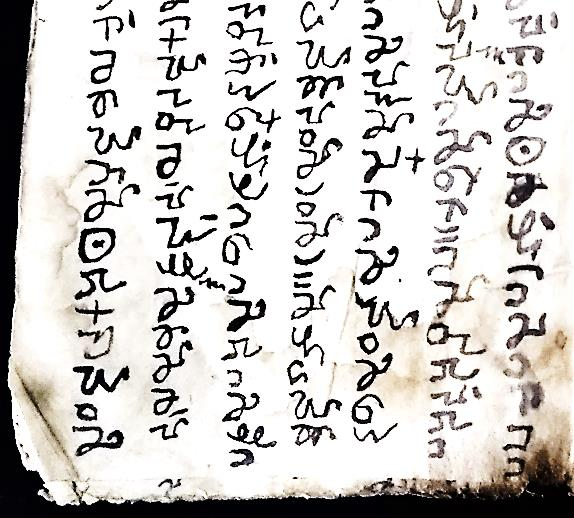
Đoạn trích từ bản viết tay viết bằng chữ Lai Tay
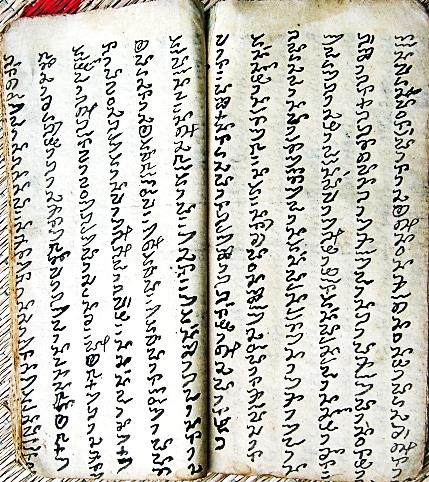
Một bản viết tay viết bằng chữ Lai Tay